# Der Tag der Norddeutschen
Der Tag der Norddeutschen ist eine 18-stündige Fernsehdokumentation über die Bewohner des NDR-Sendegebietes. Sie berichtet in Echtzeit vom Alltag von 121 Protagonisten aus allen Bundesländern des NDR-Sendegebiets. Die Dreharbeiten fanden am 11. Mai 2012 statt, die Erstausstrahlung erfolgte am 10. November 2012. Der Tag der Norddeutschen ist ein Projekt aller NDR-Programme; Radio Bremen ist als Partner beteiligt. Produziert wurde die Dokumentation für den NDR von der TV Plus GmbH aus Hannover unter der Leitung von Michael Heiks. Die Regie führte Franziska Stünkel von Cita Film. Untertitel und Motto des Films ist „Zeig uns, wie du lebst!“.

## Vorbereitungen
Ein ähnliches Projekt gab es bereits 2008 mit der Produktion von 24h Berlin – Ein Tag im Leben durch den RBB. Nach dem Aufruf, sich für die Produktion „Der Tag der Norddeutschen“ zu bewerben, sind beim NDR und Radio Bremen mehr als 1000 Bewerbungen eingegangen. Über einen Teil der Teilnehmer wurde Anfang 2012 über Internet abgestimmt, dabei wurden bei dem Voting bis zum 26. Februar mehr als 350.000 Stimmen abgegeben. Über einen weiteren Teil entschieden die Sender selbst.

## Drehtag
Die Dreharbeiten für die Produktion fanden am Freitag, den 11. Mai 2012, von 6 Uhr bis 24 Uhr statt. 100 Kamerateams des NDR begleiteten verstreut im NDR-Sendegebiet zeitgleich 121 Personen bei ihrem Alltag. Dabei entstanden über 700 Stunden Filmmaterial. Die Realisierung übernahm die TV Plus GmbH Fernsehproduktion aus Hannover unter der Leitung des Produzenten Michael Heiks.

## Postproduktion
Aus dem mehr als 700-stündigen Filmmaterial wurde unter der Regie von Franziska Stünkel und einem Editorenteam in fünfmonatiger Arbeit ein Dokumentarfilm zusammengeschnitten. Ferner konnten auch Privatpersonen Material einsenden, in dem sie von ihrem Alltag am 11. Mai berichten konnten.
Für die musikalische Untermalung der Dokumentation war der Produzent Mousse T. aus Hannover verantwortlich. Die Hamburger Sängerin Oceana trägt mit ihrem Lied „Für immer“ zum Titelsong vom Tag der Norddeutschen bei.
Die Produktion des Tages der Norddeutschen wurde durch Mittel der Nordmedia Mediengesellschaft und der Filmförderung für Niedersachsen und Bremen gefördert.

## Ausstrahlung
Die Erstausstrahlung des Tages der Norddeutschen fand am Samstag, den 10. November 2012, von 6:00 Uhr bis 24:00 Uhr im NDR Fernsehen in Echtzeit statt. Präsentiert wurde der Tag der Norddeutschen durch den Moderator Hinnerk Baumgarten. Die Dokumentation ist in 17 jeweils einstündige Blöcke unterteilt, die immer zehn Minuten nach einer vollen Stunde beginnen. Ab 23:15 Uhr folgte ein 45-minütiger Best-of-Block als 18. Block.